# Großdalzig
Großdalzig ist ein Ortsteil der sächsischen Stadt Zwenkau im Landkreis Leipzig und liegt im westlichen Teil der Leipziger Tieflandsbucht.

## Lage
Der Ort liegt ca. sechs Kilometer südwestlich des Zwenkauer Stadtzentrums. Südlich der Siedlung verläuft der Werbener Ableiter, der in der Nähe des Ortes in den Profener Elstermühlgraben mündet und dessen Wasser von dort zur Weißen Elster fließt. Nachbarorte von Großdalzig sind Zitzschen im Norden, Tellschütz im Süden und Kleindalzig im Westen. Außerdem gehört die nördlich des Ortskerns gelegene frühere Rittergutssiedlung Mausitz zur Ortsflur.

## Geschichte
Älteste Besiedlungsspuren der Region reichen bis ins Neolithikum zurück. 1872 wurde auf Großdalziger Flur ein Hügelgrab entdeckt, aus dem eine Axt und eine Kugelamphore geborgen werden konnten. Der heutige Ort entwickelte sich aus einem ursprünglich slawischen Rundweiler, der später von deutschen Siedlern zu einem Straßen- und Gassendorf erweitert wurde. Die Ursprünge lagen vermutlich im Bereich des Pfarrwinkels, wo sich eventuell auch eine frühchristliche Kapelle befand. Die erste urkundliche Erwähnung des Dorfes stammt aus dem Jahr 1367 (Dalezag). Im 15. Jahrhundert unterschied man dann zwischen den Orten Großdalzig (1478: Dalck maior) und Kleindalzig. Nördlich des Ortes lag die im Mittelalter wüst gefallene Siedlung Mausitz, später ein zu Großdalzig gehörendes Rittergut.
Die Grundherrschaft oblag 1548 anteilig dem Kloster Pegau sowie den Rittergütern Löbnitz und Kitzen. 1606 und 1767 besaß diese das Rittergut Mausitz. In der Verwaltung unterstand der Ort bis 1856 dem Amt Pegau, danach dem Gerichtsamt Zwenkau. Im Zuge einer Verwaltungsreform in Sachsen kam Großdalzig 1875 zur Amtshauptmannschaft Leipzig. Am 1. Januar 1952 wurden die Nachbargemeinden Kleindalzig und Tellschütz eingemeindet und der Ort dem Kreis Leipzig-Land zugeordnet. 1973 folgte Zitzschen. Seit dem 1. Oktober 1993 gehört Großdalzig mit seinen Ortsteilen zur Stadt Zwenkau.

## Bevölkerungsentwicklung
| Jahr    | Einwohner                                  |
| ------- | ------------------------------------------ |
| 1548/51 | 35 besessene Mann, 26 Inwohner, 15 Hufen   |
| 1764    | 35 besessene Mann, 34,75 Hufen je 12 Acker |
| 1834    | 283                                        |
| 1871    | 266                                        |
| 1890    | 350                                        |
| 1910    | 425                                        |
| 1925    | 430                                        |
| 1939    | 450                                        |
| 1946    | 590                                        |
| 1964    | 702                                        |
| 2014    | 406                                        |

## Ortsbild

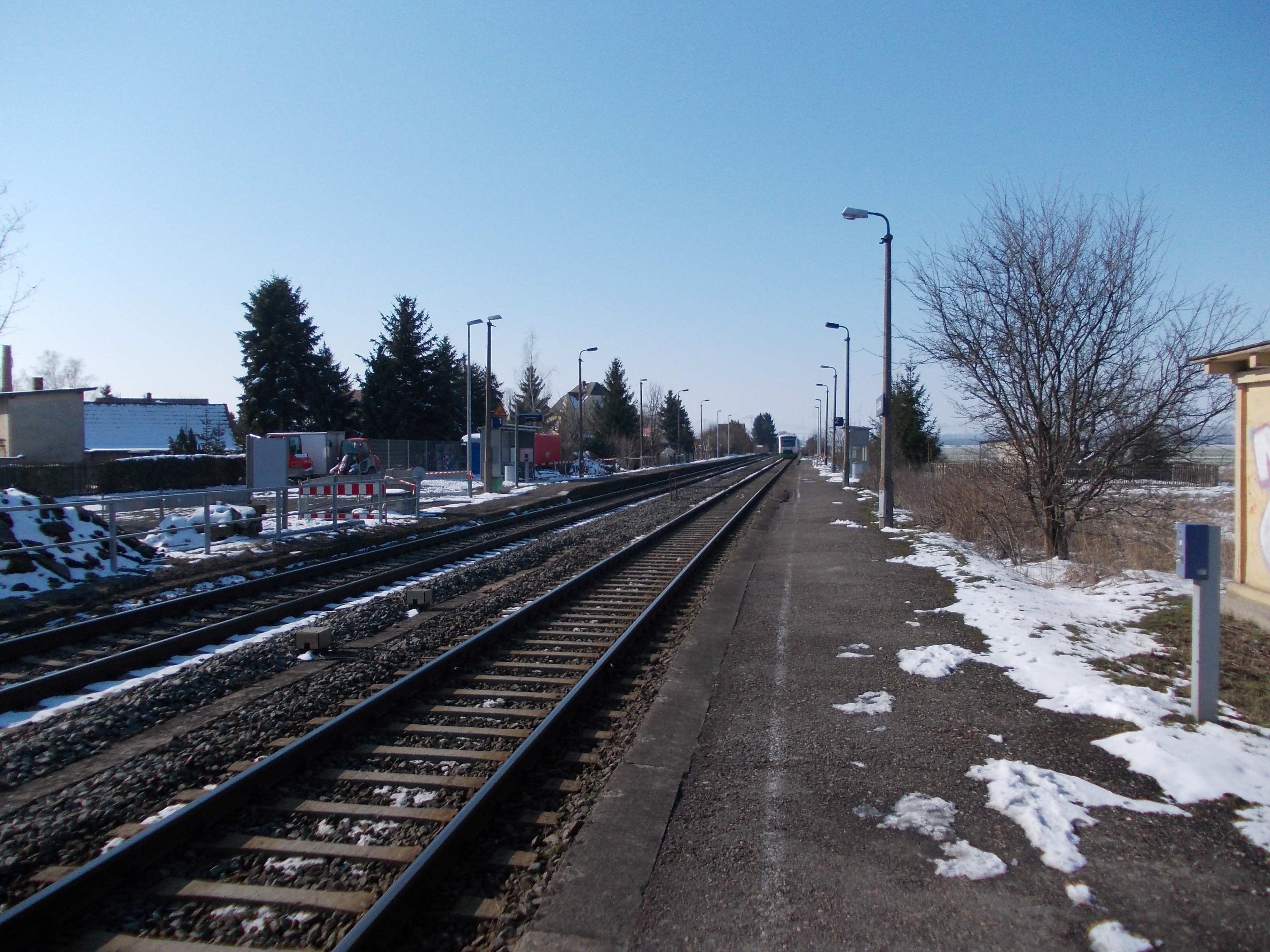
Haltepunkt Zwenkau-Großdalzig

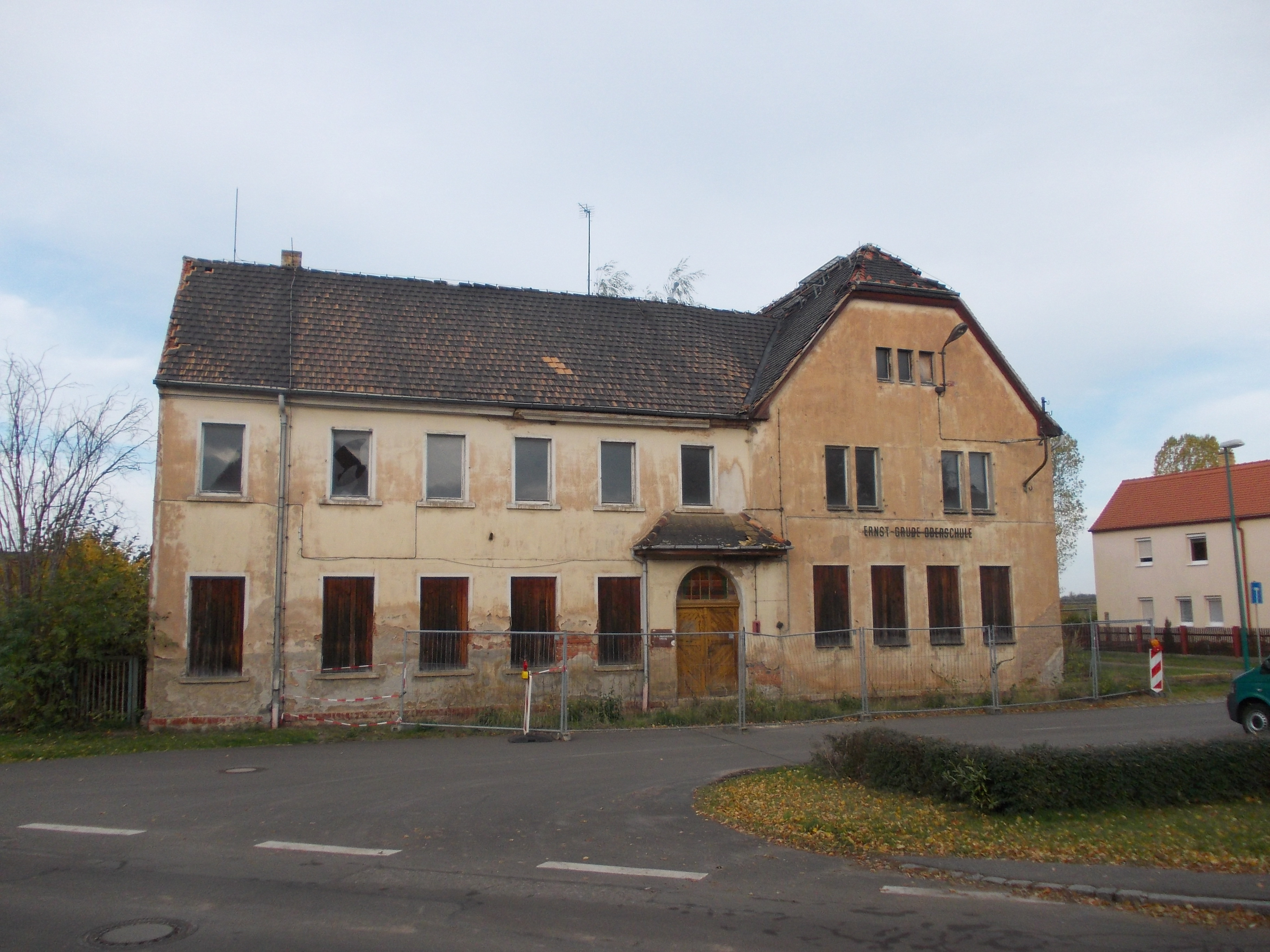
Ehemalige Schule

Das Ortsbild prägen bis heute größere Drei- und Vierseithöfe, die früher hauptsächlich von Mittelbauern bewirtschaftet wurden. Hinzu kommen Wohngebäude jüngeren Datums. Im Norden des Ortes haben sich noch einige Gebäude des früheren Rittergutes Mausitz erhalten. Bedeutendstes historisches Bauwerk ist die Dorfkirche.
Kirche: Die Kirche von Großdalzig geht vermutlich auf eine frühere Kapelle bzw. Filialkirche zurück. Das heutige Gebäude entstand im 17. und 18. Jahrhundert. Ältester Teil ist der 1664 erstmals erwähnte Turm. 1776 wurde das Kirchenschiff fertiggestellt. Beim Einschlag einer Luftmine wurden 1944 die Fenster zerstört. Nach 1990 erfolgte eine umfassende Sanierung des Gebäudes und des Innenraumes. Die drei Gussstahlglocken wurden 1957 gegossen und ersetzten das im Zweiten Weltkrieg eingeschmolzene Geläut.
Großdalzigs drei neue Bronzeglocken wurden am 22. September 2017 in der Glockengießerei Bachert in Karlsruhe gegossen. Anfang Dezember 2017 in den Kirchturm gehoben, tragen sie – wie die Vorgänger-Glocken – das Vaterunser als Inschrift. Die große Fest- und Sterbeglocke mit der Lutherrose wiegt 550 Kilogramm, hat einen Durchmesser von 970 Millimeter und den Ton „as 1“. Die mittlere dient als Gebetsglocke, wiegt 440 Kilogramm, hat einen Durchmesser von 870 Millimeter und den Ton „b 1“. Die kleine ist die Taufglocke mit 265 Kilogramm Gewicht, 740 Millimeter Durchmesser und dem Ton „des 2“. Die Kosten betrugen 170.000 Euro inklusive des Baus des neuen Glockenstuhls.

## Wirtschaft und Verkehr
Bedeutendster Wirtschaftszweig war traditionell die Landwirtschaft, die heute von der Agrargenossenschaft Großdalzig e.G. betrieben wird. Außerdem gibt es einige kleinere Handwerksbetriebe, u. a. einen Hersteller von Sackpfeifen.
Über Kreisstraßen ist Großdalzig mit den Nachbarorten Zitzschen im Norden, Tellschütz im Süden und Kleindalzig im Westen verbunden. Letztere dient auch als Verbindung zur Bundesstraße 186. Seit 1873 hat der Ort zudem einen Haltepunkt an der Bahnstrecke Leipzig–Gera, der stündlich von Regionalzügen der Elster-Saale-Bahn bedient wird.

### Nahverkehr
Im öffentlichen Nahverkehr ist Großdalzig über die Haltestellen Bahnhof, Kirche und Umspannwerk mit folgenden Linien erreichbar:
- TaktBus 120 (RBL): Zwenkau – Großdalzig – Kitzen – Knautnaundorf – Knautkleeberg
- TaktBus 121 (RBL): Pegau – Großdalzig – Kitzen – Räpitz – Markranstädt

## Bildung
Als Kirchdorf hatte Großdalzig eine eigene Schule, die auch von den Kindern des Rittergutes Mausitz und des Nachbarortes Tellschütz besucht wurde. Zu DDR-Zeiten trug diese den Namen Polytechnische Oberschule Ernst Grube, benannt nach dem KPD-Politiker und Widerstandskämpfer Ernst Grube. Seit Schließung dieser Schule besuchen die Kinder den Unterricht in Zwenkau. In Großdalzig gibt es jedoch einen von der Evangelisch-Lutherischen Kirchgemeinde Großdalzig betriebenen Kindergarten.

## Vereinswesen
- SV Eintracht Großdalzig: Der Verein wurde 1918 als Arbeiter-, Turn und Sportverein „Frischauf Tellschütz“ gegründet. Zunächst nutzte man den Gasthof Tellschütz und einen von den Mitgliedern selbst geschaffenen Raffball-Sportplatz. 1933 wurde der Verein aufgelöst. Nach Ende des Zweiten Weltkrieges entstanden im Juli 1945 als Nachfolger die Vereine für Kultur- und Leibesübungen sowie die Kulturgemeinde Tellschütz und Umgebung. Neben dem Turnsport gab es auch einen Männer- und einen gemischten Chor sowie Schach-, Theater- und Gesangsgruppen. Nach Auflösung der Kulturgemeinde wurde 1952 die „SG Tellschütz“ mit Sektionen für Turnen, Federball und Gewichtheben sowie Fußball gegründet. Aus dieser ging der heutige SV Eintracht Großdalzig hervor. Derzeit hat er drei Abteilungen für Fußball, Frauensport und Seniorinnensport.[6]

- Karateverein Shogun
- Kinderarche Sachsen e. V. – Tagesgruppe Großdalzig
- Männerchor „Lyra“ e. V.
- Die Freiwillige Feuerwehr in Großdalzig, deren Feuerwehrhaus sich im Ortsteil Tellschütz befindet, sorgt für den abwehrenden Brandschutz und die allgemeine Hilfe.

## Persönlichkeiten
- Adam Falckenhagen, Musiker und Komponist (* 26. April 1697 in Großdalzig)
- Hans-Werner Honert, Autor, Regisseur und Produzent (Polizeiruf 110 und Tatort), aufgewachsen in Großdalzig